# Горска чапла
Горската чапла (Zonerodius heliosylus) е вид птица от семейство Чаплови (Ardeidae), единствен представител на род Zonerodius. Видът е почти застрашен от изчезване.

## Разпространение
Видът е разпространен в Индонезия и Папуа Нова Гвинея.